# Madina Lake
A Madina Lake egy 4 tagú (rock alternative, pop-punk, post-hardcore) chicagói csapat. 2005-ben alapította az ikerpár, Nathan és Matthew Leone, Mateo Camargoval és Daniel Torellivel. Post-hardcore szerű zenét játszanak. A csapat nevét Matt találta ki. „Madina Lake”…
Még 2005-ben leszerződtek a Roadrunner Records-nál és megjelent első demo cd-jük (2006. augusztus 22-én) The Disappearance of Adalia címen. 2007. március 27-én megjelent debütáló albumuk, ami a From Them, Through Us, to You címet kapta. Azóta a House Of Cards, One Last Kiss, a Here I Stand, és a Let's Get Outta Here című számhoz is klipet csináltak.

## Tagok
- Nathan Leone (ének)
- Mateo Camargo (gitár)
- Matthew Leone (basszusgitár)
- Daniel Torelli (dob)

Kiadó: Roadrunner Records
Producer: Mark Trombino

## Külső hivatkozások
- Hivatalos honlap